# Starac
Starac (cyr. Старац) – wieś w Serbii, w okręgu pczyńskim, w gminie Bujanovac. W 2002 roku liczyła 260 mieszkańców.